# Marco Sofianopulo
Marco Sofianopulo (Trieste, 20 agosto 1952 – Trieste, 14 novembre 2014) è stato un compositore e direttore d'orchestra italiano di origini greche.

## Formazione
Ha trovato nella famiglia l'"humus" per il suo talento musicale: dalla parte del padre, Caralambo, era suo prozio il pittore e letterato Cesare Sofianopulo; la madre, Renata Piccolo-Sofianopulo, era pittrice. Due suoi fratelli si sono dedicati alle arti figurative; tra i parenti si ricorda la prozia Alexandra Trianti, greca, soprano e mecenate (tra i fondatori del Megaro Mousikis-Athens Concert Hall di Atene).
Fu guidato nei suoi primi studi pianistici, fra gli altri, da Giorgina Levi (moglie del M° Vito Levi, che Marco poté frequentare fin da allora) e Anna Luci-Sanvitale, che lo condusse al diploma di pianoforte.
Per la Composizione è stato allievo prediletto di Giulio Viozzi presso il Conservatorio "Giuseppe Tartini" di Trieste, dove studiò anche Organo e Composizione Organistica con il maestro Emilio Busolini prima e successivamente con il maestro Lino Falilone.

## Attività artistica
Dal 1976 era già titolare di Lettura della Partitura al Conservatorio "Tartini". Ancor prima costituì il Coro Polifonico Triestino, laboratorio per le sue prime composizioni che rivelavano la sua predilezione per l'elemento corale. Si accostò alla musica liturgica della Chiesa ortodossa grazie ad una breve collaborazione col coro della Chiesa greca di Trieste.  Sempre presso il Conservatorio "Tartini", è stato successivamente artefice e docente del Corso di composizione vocale e corale.Per questa disciplina ha collaborato ad un nuovo Programma per il post-diploma, poi ripreso in tutta Italia. Secondo il direttore di quel periodo, prof. Massimo Parovel, come insegnante era "disponibile ma esigente, sollecitando gli allievi ad una rigorosa coscienza professionale".
Dal 1976 diresse il Coro Polifonico di Ruda (UD), nel quale infuse nuova linfa e che portò a conseguire riconoscimenti a livello nazionale e internazionale con centinaia di concerti in Italia e all'estero,
Dopo il pensionamento del M° Busolini (1978) fu nominato organista della Cattedrale di S.Giusto. Nel 1986 venne scelto a dirigere la Cappella Civica del Comune di Trieste, istituzione che opera al servizio della Cattedrale. Ha mantenuto tale incarico con grande competenza e passione fino all'ultimo.

## Compositore
Iniziò già nel 1970 la sua attività di compositore. Già nel 1978 gli venne commissionato un pezzo d'obbligo per il Concorso corale "Seghizzi".
Musicista dal linguaggio libero, moderatamente cromatico, sensibile alla cultura delle sue origini elleniche ed a quelle delle altre componenti etniche e culturali caratteristiche della città di Trieste, dotato di inesauribile vena creativa unita alla conoscenza di tutti i linguaggi e di tutte le forme musicali (che rivelava quasi con "nonchalance" nell'improvvisazione all'organo), nella musica sacra ha un linguaggio di spiccata originalità sempre profondamente connesso ai significati liturgici e con le altre culture religiose, in particolare con quella ortodossa e quella ebraica. Ha composto opere vocali, corali, strumentali, spesso per organici originali, assecondando le esigenze degli esecutori, cameristiche e sinfoniche, musiche per film e teatro - eseguite in Europa e in altri continenti, pubblicate da numerose Case editrici, registrate da emittenti radio e TV, incise, premiate in concorsi, come ad esempio la cantata "Dies" premiata nel 1981 al Premio Città di Trieste. Fra le opere di maggior respiro, la cantata sacra "Passione del Santo Giusto" del 1998 e l'opera lirica "La leggenda del Vecchio Marinaio" da Samuel Taylor Coleridge, presentata nel 2010 al Teatro Lirico Nazionale di Atene.
L'incarico di Maestro di Cappella è stato una svolta decisiva nella vita di Sofianopulo, non solo dal lato musicale. Per il servizio liturgico ha composto, tra l'altro, 13 Messe (tra le quali la "Messa partecipata" in lingua italiana e Tre Messe facili, destinate alla divulgazione di una musica liturgica postconciliare artisticamente valida), la Liturgia dei Defunti, la Liturgia della Lavanda dei Piedi, il Proprium per le domeniche di Avvento e Quaresima ed il Proprio completo per i tre Anni liturgici. Altre composizioni originali sono i 34 Inni per l'anno liturgico su poesie di David Maria Turoldo, il Credo e le Cinque laudi dell'Amor vero, pubblicati postumi. Per attinenza al suo incarico, Sofianopulo è stato membro vicepresidente del Consiglio Diocesano di Trieste per la Musica Sacra. A lui fu affidata la responsabilità di tutte le più importanti celebrazioni sacre della città, dalla storica visita di papa Giovanni Paolo II nel 1992, alla Settimana Liturgica Nazionale del 2011, per le quali curò o compose ex novo la parte musicale.
Ha curato la ricerca e la trascrizione o rielaborazione dell'antica liturgia aquileiese (quaderno: "Ad cantum leticie") e - quale assertore dell'armonica convivenza fra le molteplici componenti etniche e culturali cittadine - della liturgia ortodossa (quaderno "Trisaghion, Quattro intonazioni dalla liturgia greco-ortodossa") e della musica ebraica (quaderno "Shalom"), introducendo talune melodie loro caratteristiche nella musica liturgica cattolica (come nella "Messa Shalom").
Sotto la sua guida, è cresciuta l'attività della Cappella Civica, sviluppata in campo musicologico e di promozione artistica. Sofianopulo ha saputo creare una sorta di interscambio fra l'istituzione da lui guidata e la vita culturale e musicale triestina, organizzando attività quali corsi, seminari, laboratori rivolti ai giovani musicisti; numerosi giovani talenti con il suo aiuto e la sua guida hanno avuto modo di distinguersi, spesso orientandosi in seguito verso importanti carriere, sia partendo dall'organico proprio del coro, sia attraverso i concerti del "Settembre Musicale" a San Giusto, diventati, da puramente organistici e corali, rassegne per giovani concertisti e complessi non solo locali, talvolta allargati dalla sede della Cattedrale a tournée in Istria e Friuli.
Egli ha promosso la ricerca, lo studio, la pubblicazione, l'esecuzione e l'incisione di un repertorio raro, sia antico che moderno, tra cui le iniziative organizzate per i compositori triestini fra il 1750 ed il 1959 (L. Farinelli, C.F. Lickl, Giulio Viozzi, ecc.). Sono state dedicate commemorazioni a grandi compositori non strettamente legati alla cultura locale e la Cappella Civica ha partecipato ad iniziative organizzate da altre istituzioni culturali del Comune di Trieste (Musica e Paesaggi, Harmonie du Soir, Proposta Musicale, Ricordando la Prima Biennale, Musica dall'Oriente, Musei di Sera, Salotto Svevo, Shalom Trieste)
Ha contribuito con introduzioni e note tecniche a molti "quaderni" musicali ed ai testi pubblicati per l'Archivio della Cappella Civica o per altre iniziative, spesso da lui stesso promosse o coordinate. Si ricordano i contributi ai volumi: 
- per i 450 anni della Cappella Civica (1989)[18];
- Tre musicisti istriani: Francesco e Gabriele Spongia, Antonio Tarsia (1993);[19]
- Le esecuzioni monteverdiane... a Trieste;[20]
- Settembre Musicale 1992 nel centenario della nascita di Giuseppe Tartini, celebrato con una rassegna concertistica e un volume particolarmente ricchi;[21]
- in memoria di Giulio Viozzi: l'Antologia di scritti musicali[22]; e quella di Liriche scelte per voce e pianoforte[23] e un documentario televisivo;[24]
- in memoria di Giuseppe Radole: "Lo Schillerverein a Trieste";[25]
- La Divina Liturgia del nostro Santo Padre Giovanni Crisostomo, di Stevan S. Mokranjac;[26]
- nel 2013 ha scritto "Liturgia e musica. Manuale essenziale", sintesi della sua esperienza.[27]

### Riconoscimenti
È stato componente o presidente di giurie musicali in diverse parti del mondo. Per la sua attività ha ottenuto diversi premi internazionali ed onorificenze: Cavaliere della Repubblica per Meriti Artistici, Cavaliere del Sovrano Ordine di Malta e Cavaliere dell'Ordine di San Silvestro Papa.

## Catalogo delle composizioni
Un catalogo indicativo e abbastanza completo si può trovare sul sito del suo editore, Pizzicato Edizioni Musicali.
Dopo la morte, la famiglia ha donato l'archivio di Sofianopulo al Museo Teatrale Carlo Schmidl di Trieste che ne sta curando l'esame e la catalogazione.